# Харлеквинс
Харлеквинс (енгл. Harlequin Football Club) је енглески рагби јунион клуб из престонице Лондона који се такмичи у Премијершип-у. Харлеквинси или скраћено Квинси су три пута освајали куп европских изазивача у рагбију, а прву титулу шампиона Енглеске освојили су 2012. Познати рагбисти који су играли за Харлеквинс су Вил Гринвуд, Енди Гомерсал, Дејвид Стритл, Мајк Рос, Кит Вуд, Ендру Мертенс... Капитен Харлеквинса је Дени Кер, енглески репрезентативац који игра на позицији 9 - деми ( француски термин ) или скрам халф ( енглески термин ). Највише есеја у историји клуба постигао је Уго Моније - 89, најбољи поентер је Новозеланђанин Ник Еванс са 1920 поена, а највише утакмица за Харлеквинс одиграо је Ник Истер (258).
- Куп европских изазивача у рагбију

- Освајач (3) : 2001, 2004, 2011.

- Премијершип

- Шампион (1) : 2012.

Први тим
Мајк Браун
Рос Чизом
Чарли Вокер
Марланд Јард
Тим Висер
Винстон Стенли
Џејми Робертс
Џорџ Лоу
Мет Хупер
Тим Свил
Ник Еванс
Бен Ботика
Карл Диксон
Дени Кер - капитен
Ник Истер
Лук Валас
Нетани Талеј
Крис Робшо
Џек Клифорд
Џејмс Хорвил
Кајл Синклер
Џо Марлер
Марк Ламберт
Адам Џоунс
Овен Еванс
Џо Греј
Роб Бјуканан